# 弘法山古墳
弘法山古墳（こうぼうやまこふん）は、長野県松本市並柳にある古墳。東日本最古級の3世紀末から4世紀中葉頃築造の前方後方墳である。西日本でいう出現期・発生期古墳とほぼ同時期と推定される。

## 概要
松本市南西部の中山の先端（弘法山、標高約650m）にあり、墳丘長66m、後方部幅33m 、前方部幅22m 、後方部の高さ6m 、前方部の高さ2m 、葺き石が部分的に認められたが埴輪の設置や周濠などは認められなかった。
築造年代は一般に古墳の出現期とされる3世紀中葉に遡ると考えられているが、4世紀中葉を下らないともいわれている。東日本特有の前方後方墳が前方後円墳に先駆けて出現し、長野県では長野市の姫塚古墳が同時期の前方後方墳であり、山梨県では4世紀の築造である小平沢古墳が出現している。
埋葬施設は墳丘の長軸に直交する竪穴式石室状の河原石を積み上げた礫槨で、8.8×5.5m の墓壙の中央に、長さ5.5m 、幅1.3m 、高さ0.9mで、天井石はない。箱形の木棺に埋葬されていたものとみられる。内部からは「上方作鏡」銘の四獣文鏡1面、銅鏃1、鉄剣3、勾玉、ガラス小玉738、鉄斧1、鉄鏃24、S字状口縁台付甕などが発見された。出土したものは同市中山の松本市立考古博物館に展示されている。
棺の外側には壺（底部穿孔）・高坏・手あぶり型土器などを葬送儀礼が行われている。その土器は濃尾平野の元屋敷式土器である可能性が強い。また畿内地方の土器型式でいうと庄内式の新しい段階のものか布留式の最も古い段階のものに相当すると考えられる。
前方後方墳は、弥生後期に東海地方西部の濃尾平野において見られる前方後方形の方形周溝墓が祖形であるとも考えられており、濃尾平野は『魏志倭人伝』に出てくる邪馬台国と闘った狗奴国（くなこく）が展開していたとする説があることや、東海地方特有のS字甕が出土していることから、被葬者は濃尾地方の勢力と結んだ地域の首長墓とも考えられる。ただし前方後方墳は最大級のものがいずれも畿内にあることや、狗奴国は九州南部と見る説が有力であることから、必ずしも濃尾地方との勢力を見いだすことはできない。また被葬者とその後裔の正体は明らかではないが、比較的近くに勢力を持った古代氏族としては洲羽国造（諏訪氏）が挙げられる。
ソメイヨシノ、ヤエザクラなど2,000本が植えられており、桜の名所として紹介されることが多い。また市街地全体が見渡せる立地であるため、テレビ番組で弘法山古墳から市街地を撮影した映像が流れることも多い。春には花見客でにぎわう。

## ギャラリー

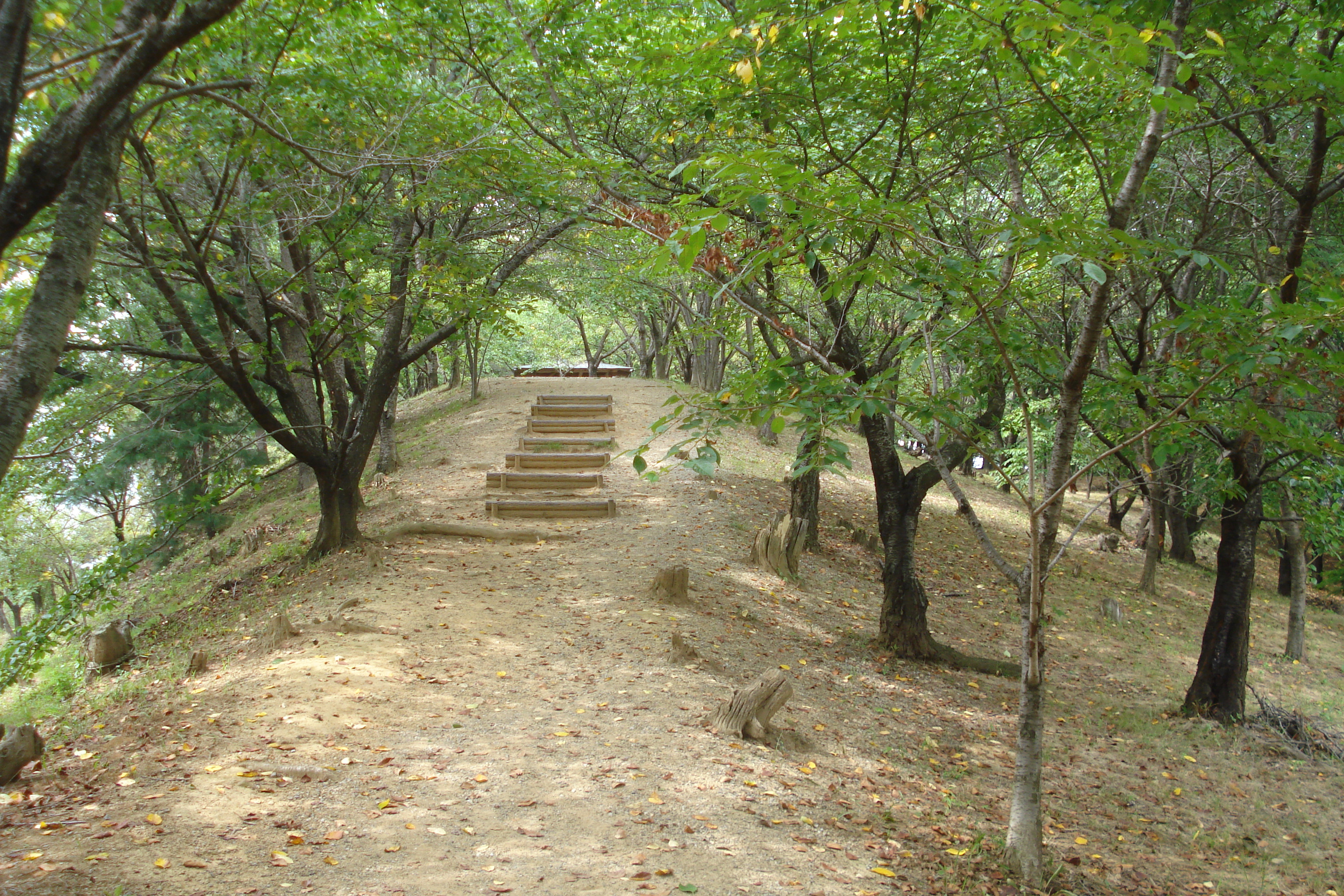
2007年8月
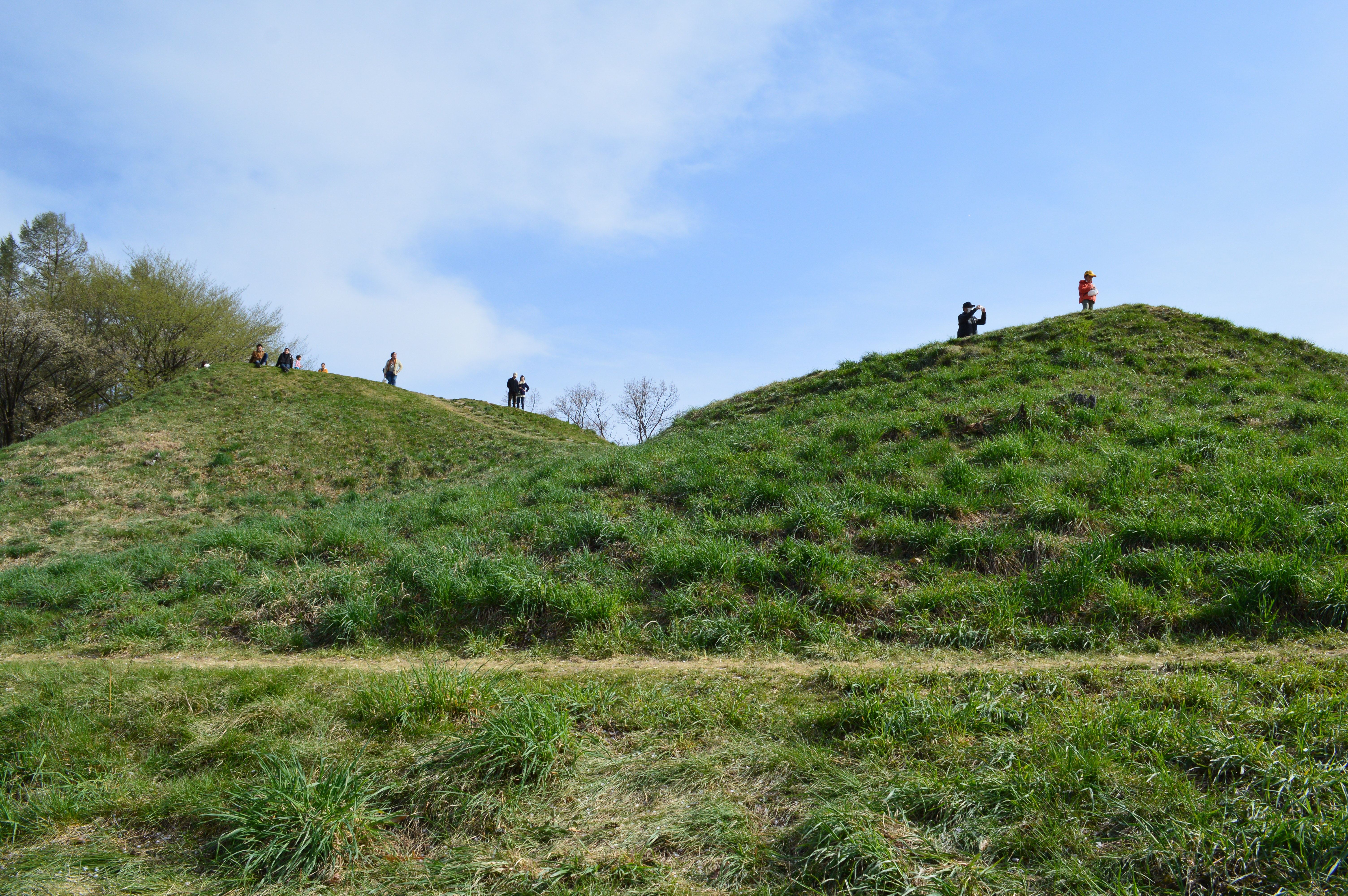
全景 右手前に前方部、左奥に後方部。
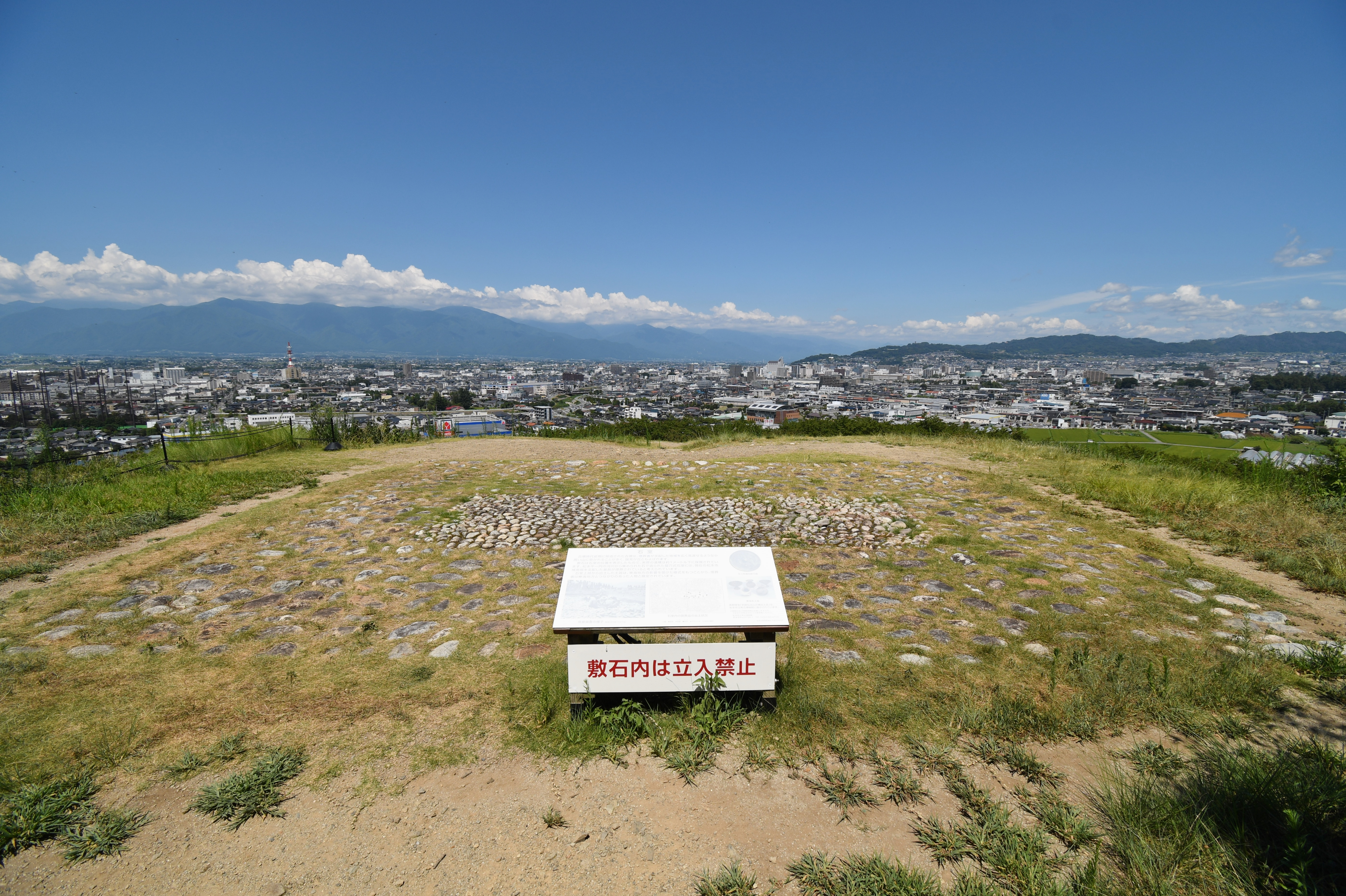
後方部墳頂
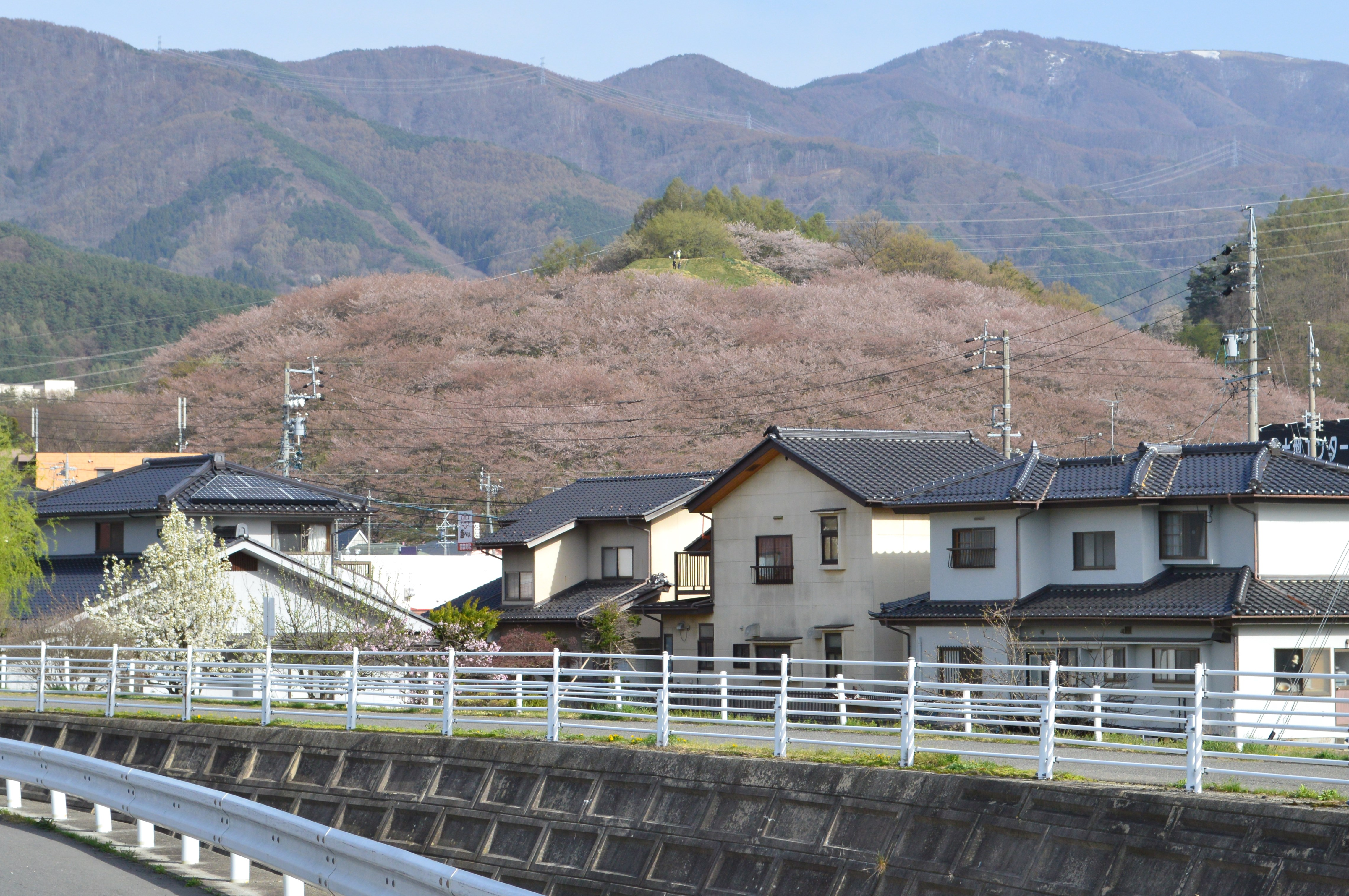
弘法山遠景

## 文化財

### 国の史跡
- 弘法山古墳 - 1976年（昭和51年）2月20日指定[1]。

### 長野県指定文化財
- 県宝（有形文化財）
  - 弘法山古墳出土品（考古資料） - 松本市立考古博物館保管。1993年（平成5年）8月12日指定[2]。

## アクセス
- JR南松本駅から徒歩約30分。
- JR松本駅前の、松本バスターミナルからアルピコ交通（通称・松本電鉄バス）並柳団地線で15分、弘法山入口下車、そこから徒歩およそ10分。
- 松本インターチェンジ、塩尻北インターチェンジから車で20分。